# 小七指报春
小七指报春（学名：Primula septemloba var. minor）为报春花科报春花属下的一个变种。

## 扩展阅读
- 維基物種上的相關：小七指报春